# Eumetriochroa
Eumetriochroa là một chi bướm đêm thuộc họ Gracillariidae.

## Các loài
- Eumetriochroa hederae Kumata, 1998
- Eumetriochroa hiranoi Kumata, 1998
- Eumetriochroa kalopanacis Kumata, 1998
- Eumetriochroa miyatai Kumata, 1998